# Кастильо, Рубилио
Роман Рубилио Кастильо Альварес (исп. Román Rubilio Castillo Álvarez; 26 ноября 1991, Ла-Сейба, Гондурас) — гондурасский футболист, нападающий китайского клуба «Наньтун Чжиюнь» и сборной Гондураса.

## Клубная карьера
Кастильо начал свою карьеру в клубе «Вида». 27 сентября 2008 году в матче против «Комаягуа» Рубилио дебютировал в чемпионате Гондураса. В 2012 году он на правах аренды выступал за «Депортес Савио».
В 2014 году Рубилио перешёл в «Мотагуа». 12 января в поединке против своего бывшего клуба «Депортес Савио» он дебютировал за команду. 26 января в поединке против «Марафона» Рубилио забил свой первый гол за «Мотагуа». В том же году он стал чемпионом Гондураса. В сентябре 2015 года Кастильо отправился в аренду в мексиканский «Коррекаминос» из Ассенсо МХ. После возвращения в «Мотагуа» он ещё три раза выиграл чемпионат Гондураса.
В январе 2019 года Кастильо перешёл в коста-риканский «Депортиво Саприсса», подписав двухлетний контракт. За «Саприссу» он дебютировал 6 февраля в матче против «Сантос де Гуапилес». 14 февраля в матче против УКР он забил свой первый гол за «пурпурных».
В июле 2019 года Кастильо перешёл в клуб португальской Примейры «Тондела». За «золотисто-зелёных» он дебютировал 3 августа в матче Кубка португальской лиги 2019/20 против «Пенафиела».
28 февраля 2023 года на правах свободного агента присоединился к клубу китайской Суперлиги «Наньтун Чжиюнь».

## Международная карьера
В 2011 году в составе молодёжной сборной Гондураса Рубилио принял участие в молодёжном чемпионате КОНКАКАФ в Гватемале. На турнире он сыграл в матчах против команд Ямайки, Гватемалы и Панамы.
5 февраля 2015 года в товарищеском матче против сборной Венесуэлы Кастильо дебютировал за сборную Гондураса. 7 июня в поединке против сборной Парагвая он забил свой первый гол за национальную команду.
В 2015 году в составе сборной Кастильо принял участие в розыгрыше Золотого кубка КОНКАКАФ. На турнире он сыграл в матче против сборной Гаити.
В 2019 году Кастильо был включён в состав сборной Гондураса на Золотой кубок КОНКАКАФ. На турнире он забил два гола: в первом матче группового раунда против сборной Ямайки (2:3) и в третьем матче группового раунда против сборной Сальвадора (4:0).

### Голы за сборную Гондураса
| #  | Дата            | Место                                           | Противник | Счёт | Результат | Соревнование                      |
| -- | --------------- | ----------------------------------------------- | --------- | ---- | --------- | --------------------------------- |
| 1. | 7 июня 2015     | Мануэль Феррейра, Асунсьон, Парагвай            | Парагвай  | 2:1  | 2:2       | Товарищеский матч                 |
| 2. | 4 сентября 2015 | Полидепортиво Качамай, Сьюдад-Гуаяна, Венесуэла | Венесуэла | 2:0  | 3:0       | Товарищеский матч                 |
| 3. | 15 января 2017  | Роммель Фернандес, Панама, Панама               | Сальвадор | 1:1  | 2:1       | Центральноамериканский кубок 2017 |
| 4. | 15 января 2017  | Роммель Фернандес, Панама, Панама               | Сальвадор | 2:1  | 2:1       | Центральноамериканский кубок 2017 |
| 5. | 17 июня 2019    | Индепенденс Парк, Кингстон, Ямайка              | Ямайка    | 2:3  | 2:3       | Золотой кубок КОНКАКАФ 2019       |
| 6. | 25 июня 2019    | Банк оф Калифорния Стэдиум, Лос-Анджелес, США   | Сальвадор | 2:0  | 4:0       | Золотой кубок КОНКАКАФ 2019       |

## Достижения
Командные
 «Мотагуа»
- Чемпионат Гондураса — 2014 апертура, 2016 апертура, 2017 клаусура, 2018 апертура
- Суперкубок Гондураса — 2017

 сборная Гондураса
- Центральноамериканский кубок — 2017

Индивидуальные
- Лучший бомбардир чемпионата Гондураса — 2013 апертура (12 голов), 2015 клаусура (16 голов), 2018 клаусура (10 голов)
- Лучший бомбардир Лиги КОНКАКАФ — 2018[16] (5 голов)